# Ambrosius von Albertini
Ambrosius von Albertini (* 15. August 1894 in Winterthur; † 15. Juni 1971 in Zürich) war ein Schweizer Pathologe und Ordinarius am Histopathologischen Institut der Universität Zürich, das er von 1949 bis 1964 leitete. Darüber hinaus war er von 1954 bis 1968 Präsident des Schweizerischen Roten Kreuzes.

## Leben
Ambrosius von Albertini wurde 1894 in Winterthur geboren und studierte Medizin an den Universitäten Bern und Zürich. In Zürich erlangte er auch 1928 mit einer Arbeit über gutartige Riesenzellgeschwülste die Habilitation für das Fach „Allgemeine Pathologie und pathologische Anatomie“. Im Jahr 1933 wurde er Titularprofessor, 1949 Direktor des Histopathologischen Institut der Universität Zürich und außerordentlicher Professor sowie 1953 ordentlicher Professor.
Neben seinem universitären Wirken war er maßgeblich am Aufbau des Schweizer Blutspendedienstes beteiligt und von 1947 bis 1970 dessen Präsident. Von 1954 bis 1968 übernahm er die Leitung des Schweizerischen Roten Kreuzes (SRK) und war von 1965 bis 1966 erster Präsident des neu gegründeten Henry-Dunant-Instituts. Darüber hinaus war er unter anderem erster Präsident der Schweizerischen Multiple Sklerose Gesellschaft.
Ambrosius von Albertini wurde 1961 in die Deutsche Akademie der Naturforscher Leopoldina aufgenommen. Nach ihm ist unter anderem das Fanconi-Albertini-Zellweger-Syndrom benannt, das durch eine angeborene Herzfehlbildung, Osteoporose sowie eine Wachstumsverzögerung gekennzeichnet ist. Er starb 1971 in Zürich.

## Werke
- Die histologische Geschwulstdiagnostik. Thieme, Stuttgart 1955 und 1974; spanische Ausgabe, Barcelona 1961
- Das Herz des Menschen. Thieme, Stuttgart 1963

| Personendaten    | Personendaten                                               |
| ---------------- | ----------------------------------------------------------- |
| NAME             | Albertini, Ambrosius von                                    |
| KURZBESCHREIBUNG | Schweizer Arzt, Präsident des Schweizerischen Roten Kreuzes |
| GEBURTSDATUM     | 15. August 1894                                             |
| GEBURTSORT       | Winterthur                                                  |
| STERBEDATUM      | 15. Juni 1971                                               |
| STERBEORT        | Zürich                                                      |